# Dispositivo para tabaco calentado

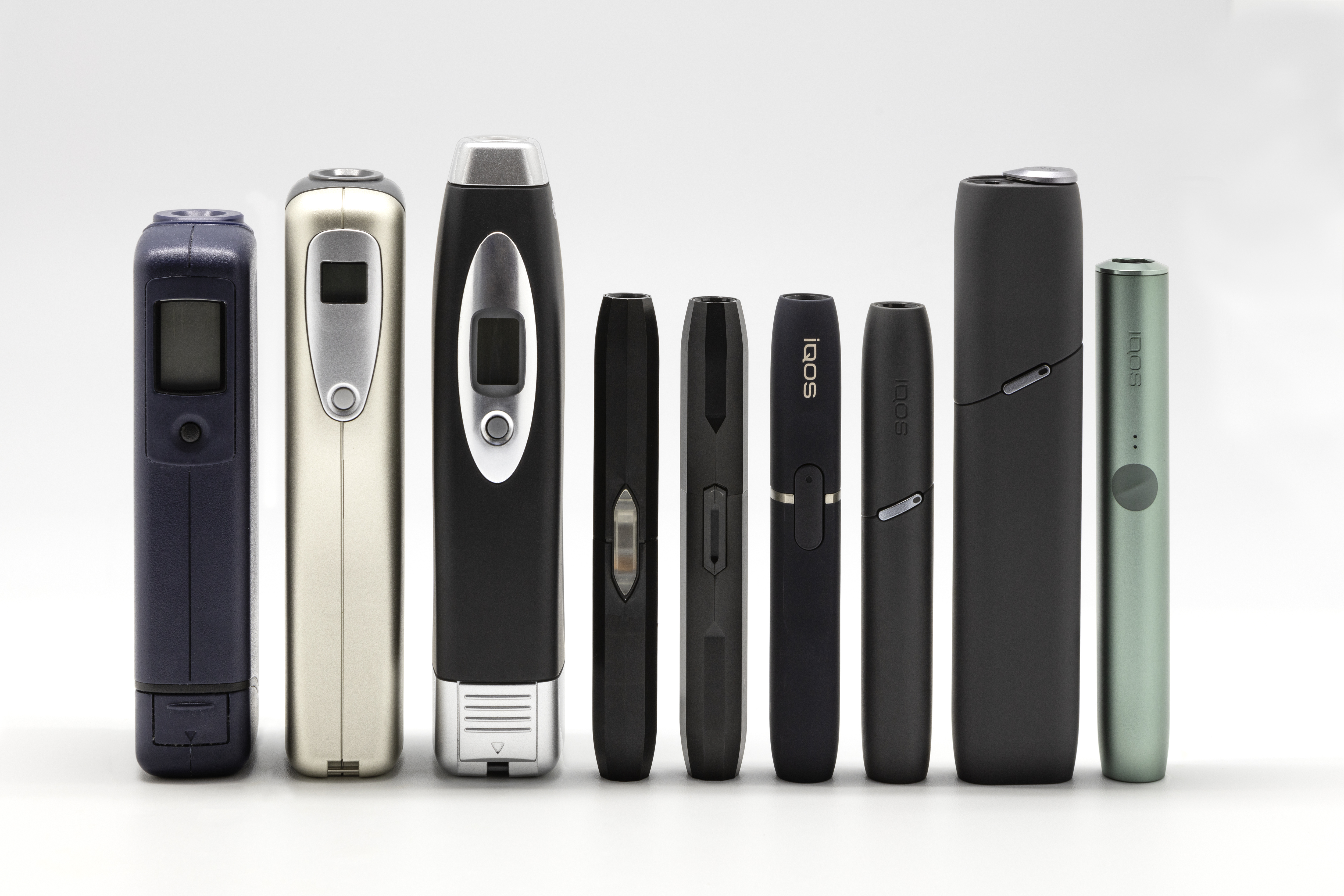
Distintos dispositivos para tabaco calentado

El dispositivo para tabaco calentado es una tecnología para el consumo de tabaco que utiliza dispositivos electrónicos para calentar el tabaco a temperaturas inferiores a las del cigarrillo tradicional. Este proceso de calentamiento permite liberar un aerosol que contiene nicotina y otras sustancias químicas, pero sin llegar a generar el humo típico de los cigarrillos tradicionales ni ceniza. 

## Historia
Los primeros intentos de desarrollar productos de tabaco calentado se remontan a la década de 1960, con un avance significativo en 1988 cuando R.J. Reynolds lanzó Premier, uno de los primeros dispositivos diseñados para evitar la combustión, aunque con una aceptación limitada. En la década de 1990, la misma empresa presentó Eclipse, junto con otros productos que buscaban reducir la generación de humo y compuestos nocivos. En 2014, Philip Morris International reintrodujo esta tecnología con el lanzamiento de IQOS, marcando un punto de inflexión en el sector. Posteriormente, en 2016, British American Tobacco presentó glo y Japan Tobacco International introdujo Ploom, ampliando la oferta de dispositivos de tabaco calentado. En los últimos años, estos productos han ganado popularidad en mercados como Japón y Europa, promovidos por sus posibles beneficios en comparación con los cigarrillos tradicionales, aunque los estudios independientes al respecto aún son limitados.

### Empresas pioneras en la creación y comercialización de dispositivos de tabaco calentado
Las principales empresas involucradas en el desarrollo y comercialización de dispositivos de tabaco calentado son:
- Philip Morris International: Fabricante de IQOS,[3][4] uno de los dispositivos más representativos y ampliamente adoptados en esta categoría.
- British American Tobacco: Desarrollador de glo,[5][6] un dispositivo que ha ganado popularidad en diversos mercados internacionales.
- Japan Tobacco International: Responsable de la marca Ploom,[7][8] reconocida por su enfoque en innovación tecnológica
- KT&G: Productor de LIL,[9] un dispositivo que se ha destacado especialmente en el mercado asiático.

## Funcionamiento y uso
Los consumibles, conocidos como “sticks” o “varitas,” contienen tabaco compactado combinado con glicerina y otros aditivos. Estos sticks son introducidos en el dispositivo electrónico diseñado específicamente para calentar el tabaco sin que se produzca combustión.
El dispositivo opera calentando el tabaco a temperaturas que van desde los 200 °C hasta los 350 °C, produciendo un aerosol inhalable sin llegar a la combustión completa, lo que reduce significativamente la generación de compuestos tóxicos asociados a la quema del tabaco. 

## Comparación con otros productos de tabaco

### Diferencias con los cigarrillos tradicionales
Los dispositivos de tabaco calentado y los cigarrillos tradicionales tienen diferencias clave en su funcionamiento. Mientras que los cigarrillos convencionales queman tabaco a altas temperaturas, generando humo y ceniza, los dispositivos de tabaco calentado operan a temperaturas más bajas sin combustión. Este proceso reduce significativamente la producción de sustancias tóxicas derivadas de la quema del tabaco.
Además, los dispositivos electrónicos requieren activación y cuentan con una batería recargable, lo que permite un control más preciso del consumo. Aunque la cantidad de sustancias nocivas es menor en comparación con los cigarrillos convencionales, el aerosol producido aún contiene nicotina y otras sustancias químicas que pueden ser perjudiciales para la salud.

### Diferencias con los cigarrillos electrónicos yvapeadores
A diferencia de los cigarrillos electrónicos, que vaporizan líquidos con o sin nicotina, los dispositivos de tabaco calentado utilizan hojas de tabaco reales o procesadas. Esto proporciona una experiencia de consumo más similar a la de un cigarrillo tradicional, sin la combustión característica.
Mientras que los vapeadores permiten una personalización del líquido y una mayor variedad de sabores, los dispositivos de tabaco calentado están diseñados para mantener el sabor y la sensación del tabaco sin generar humo. Aunque ambos productos buscan reducir la exposición a sustancias tóxicas en comparación con los cigarrillos tradicionales, su impacto en la salud sigue siendo objeto de estudio.

## Efectos en la salud
Estudios han demostrado que los dispositivos de tabaco calentado emiten menos sustancias tóxicas que los cigarrillos tradicionales, ya que evitan la combustión. Sin embargo, el aerosol generado aún contiene compuestos nocivos como formaldehído y acroleína, los cuales están asociados a riesgos para la salud.
Expertos y organizaciones de salud no son una herramienta útil en la lucha contra el tabaquismo, puesto que podrían actuar como una puerta de entrada al hábito de fumar. Este grupo opina que, aunque los dispositivos no impliquen la combustión del tabaco, su uso puede normalizar el consumo de nicotina, especialmente entre los jóvenes y personas que no han fumado previamente. En este sentido, se argumenta que estos productos pueden resultar atractivos debido a sus sabores y su discreción, lo que podría llevar a una mayor exposición a la nicotina y, eventualmente, a la dependencia.
Por otro lado, otros estudios y expertos defienden el uso de los dispositivos de tabaco calentado como una alternativa menos dañina frente al cigarrillo tradicional. Señalan que, al no implicar combustión, se reducen significativamente los niveles de sustancias tóxicas presentes en el humo de los cigarrillos, como alquitrán y monóxido de carbono, que están estrechamente relacionados con enfermedades respiratorias y cardiovasculares. En este contexto, se argumenta que estos dispositivos podrían ser útiles para los fumadores que buscan alternativas menos perjudiciales para dejar de fumar o reducir su exposición a sustancias tóxicas.

### Posiciones oficiales de las principales agencias de salud y medicamentos
Diversas organizaciones de salud y autoridades gubernamentales a nivel mundial han comenzado a examinar el papel potencial de los productos libres de humo, incluidos los dispositivos de tabaco calentado, dentro de sus estrategias de reducción de daños.
- La Organización Mundial de la Salud (OMS) ha señalado en diversos informes, que aunque los productos de tabaco calentado podrían reducir la exposición a ciertos compuestos tóxicos en comparación con los cigarrillos convencionales, no están exentos de riesgos. La OMS ha señalado que la falta de estudios concluyentes y a largo plazo sobre los efectos de estos dispositivos en la salud pública hace necesario proceder con precaución.
- La Administración de Alimentos y Medicamentos de los EE. UU. (FDA), tras evaluar el sistema de calentamiento de tabaco IQOS, concluyó que el uso de estos productos "reduce significativamente la producción de sustancias químicas nocivas y potencialmente dañinas en comparación con el humo del cigarro tradicional”, y aprobó su comercialización en EE. UU. como “apropiado para la protección de la salud pública”.
- La Public Health England (PHE), que ahora forma parte de la Oficina para la Mejora de la Salud y las Desigualdades (OHID), también ha subrayado que los productos de tabaco calentado exponen a los usuarios a niveles más bajos de sustancias dañinas en comparación con el humo del cigarro tradicional, colocándolos en un nivel intermedio de riesgo entre los cigarrillos y los cigarrillos electrónicos.
- De manera similar, la Comisión de Toxicidad del Reino Unido (COT) ha indicado que, aunque los dispositivos de tabaco calentado no eliminan completamente los riesgos para la salud, la exposición a compuestos preocupantes en el aerosol se reduce significativamente en comparación con el humo de los cigarrillos convencionales. En Nueva Zelanda, el Ministerio de Salud también reconoce que los productos de tabaco calentado son significativamente menos dañinos que fumar cigarrillos, y la legislación de 2020 fue diseñada para apoyar a los fumadores a cambiar a productos de menor riesgo, como los dispositivos de tabaco calentado.
- En Alemania, el Instituto Federal para la Evaluación de Riesgos (BfR) concluyó que los niveles de carcinógenos importantes en el aerosol del sistema IQOS son notablemente más bajos en comparación con el humo de los cigarrillos, lo que sugiere que estos productos pueden reducir los riesgos para la salud si se usan en lugar de cigarrillos.

## Regulación y legislación

### Regulaciones internacionales
Los productos de tabaco calentado están regulados de manera diversa según el país. En la Unión Europea, la Directiva de Productos del Tabaco establece normas sobre su comercialización y etiquetado. En Estados Unidos, la FDA los clasifica como productos de tabaco, aplicando regulaciones estrictas en su venta y publicidad.
Italia sigue las directrices de la Unión Europea, imponiendo restricciones en publicidad y etiquetado, aunque permite su comercialización. Japón, en cambio, prohíbe la venta de cigarrillos electrónicos con nicotina, pero permite ampliamente el tabaco calentado, convirtiéndose en uno de los principales mercados para estos productos.

### Regulación en España
Las restricciones han limitado la publicidad y promoción de estos productos, exigiendo mayor transparencia a los fabricantes sobre sus ingredientes y efectos. Estas medidas buscan minimizar su atractivo, especialmente entre los jóvenes.